# Gajusz Flaminiusz Nepos
Gajusz Flaminiusz Nepos, łac. Caius Flaminius Nepos (ur. ok. 255 r. p.n.e., zm. 21 czerwca 217 r. p.n.e.) – rzymski polityk, czynny w II połowie III wieku p.n.e., dwukrotny konsul.
Pochodził z rodu plebejskiego. W swojej działalności, wedle antycznych przekazów, miał postępować często wbrew zdaniu senatu. W 223 roku piastował konsulat i odniósł zwycięstwo nad Insubrami, jednym z plemion celtyckich Galii Przedalpejskiej. Zainicjował budowę via Flaminia, a w Rzymie wzniósł Circus Flaminius.
Podczas II wojny punickiej, w 217 roku został ponownie wybrany konsulem, z zadaniem powstrzymania najazdu Hannibala na Italię. W bitwie nad Jeziorem Trazymeńskim poniósł jednak całkowitą klęskę i sam poległ.
Flaminiusz Nepos był negatywnie oceniany przez antycznych dziejopisarzy. Krytycznie wyrażał się o nim Polibiusz, a szczególnie wrogo Liwiusz. Obaj przedstawili go jako demagoga, opierającego się tylko na motłochu, skonfliktowanego z całym senatem. Współczesna historiografia ocenia go w sposób bardziej wyważony. Upatruje się w nim przywódcę stronnictwa demokratycznego czy też utalentowanego polityka, który potrafił zdobyć poparcie części patrycjuszy, jednak po klęsce nad Trazymenem stał się „kozłem ofiarnym” i w efekcie był niekorzystnie przedstawiany w źródłach antycznych.

## Życiorys

### Pochodzenie i początki kariery
Gajusz Flaminiusz Nepos urodził się około 255 roku Pochodził z rodu plebejskiego, jako pierwszy spośród jego członków osiągnął wysokie urzędy, włącznie z konsulatem, był więc w elicie władzy homo novus.

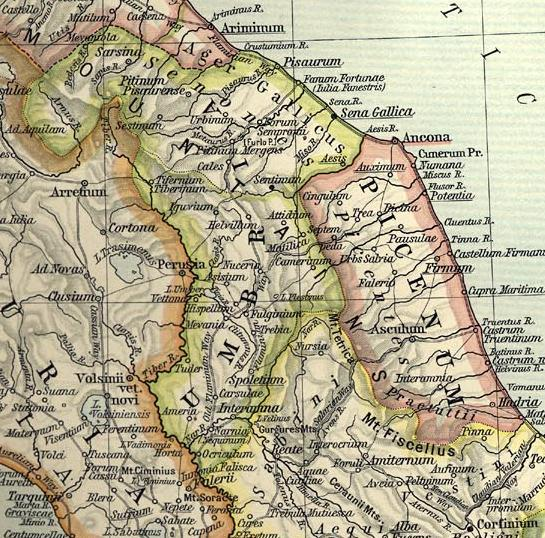
Mapa z zaznaczonym położeniem Ager Gallicus

Swoją błyskotliwą karierę polityczną rozpoczął w 232 roku, będąc wówczas jednym z trybunów ludowych. Zaproponował podział pomiędzy obywateli, którzy byli drobnymi rolnikami, ziem Ager Gallicus nad Morzem Adriatyckim, w rejonie Picenum, odebranych celtyckim Senonom (jeszcze w 284 roku). Pomysł wzbudził wielkie kontrowersje, niezupełnie wiadomo dlaczego. Najpewniej niezadowolenie wielu senatorów wynikało z faktu, iż sami korzystali z tych terenów (póki miały status ager publicus) lub byli nimi zainteresowani. Jednak Flaminiuszowi mimo oporu udało się zrealizować swój projekt, po przegłosowaniu go na komicjach tribusowych, być może bez konsultacji senatu. Zyskał dzięki temu sporą popularność, którą zapewne potrafił umiejętnie wykorzystać. Ponadto najprawdopodobniej mógł liczyć na wpływowych popleczników, także pośród członków senatu, co umożliwiło mu dalszą karierę, jakkolwiek część badaczy przyjmuje, iż działał głównie w interesie rzymskiego chłopstwa.
W 227 roku został pierwszym namiestnikiem Sycylii w randze pretora i sprawdził się na tym stanowisku, a po czterech latach osiągnął najwyższy urząd w rzymskiej republice.

### Pierwszy konsulat
W 223 roku, wraz z Publiuszem Furiuszem Filiusem, został konsulem. Trwała wówczas wojna z Galami nadpadańskimi. Flaminiusz poprowadził śmiałą wyprawę przeciw Insubrom, jednemu z ich najważniejszych plemion. Przeprawił się z armią przez Pad, po czym zerwał za sobą mosty na rzece i zaatakował przeciwnika. W bitwie nad Addą zwyciężył, przez co Insubrowie musieli poddać się Rzymianom. Zapoczątkowało to podbój Galii Cisalpińskiej.
Zwycięstwo zapewniło konsulowi odbycie triumfu, jakkolwiek część senatorów chciała mu tego zakazać. Prawdopodobnie była to grupa, która wcześniej usiłowała unieważnić wybór obu konsulów, by w ten sposób poskromić ich ambicje, a szczególnie Flaminiusza. Jako powód podawano, iż wyboru obu najwyższych urzędników dokonano wbrew niepomyślnym auspicjom. Wysłano do nich list oznajmiający o tym, lecz Flaminiusz otwarł go dopiero po zwycięskiej bitwie. Ostatecznie triumf się odbył, ponoć głównie dzięki poparciu ludu. Wedle przekazu Florusa zwycięski wódz ofiarował Jowiszowi złote trofeum, wykonane z naszyjników celtyckich.

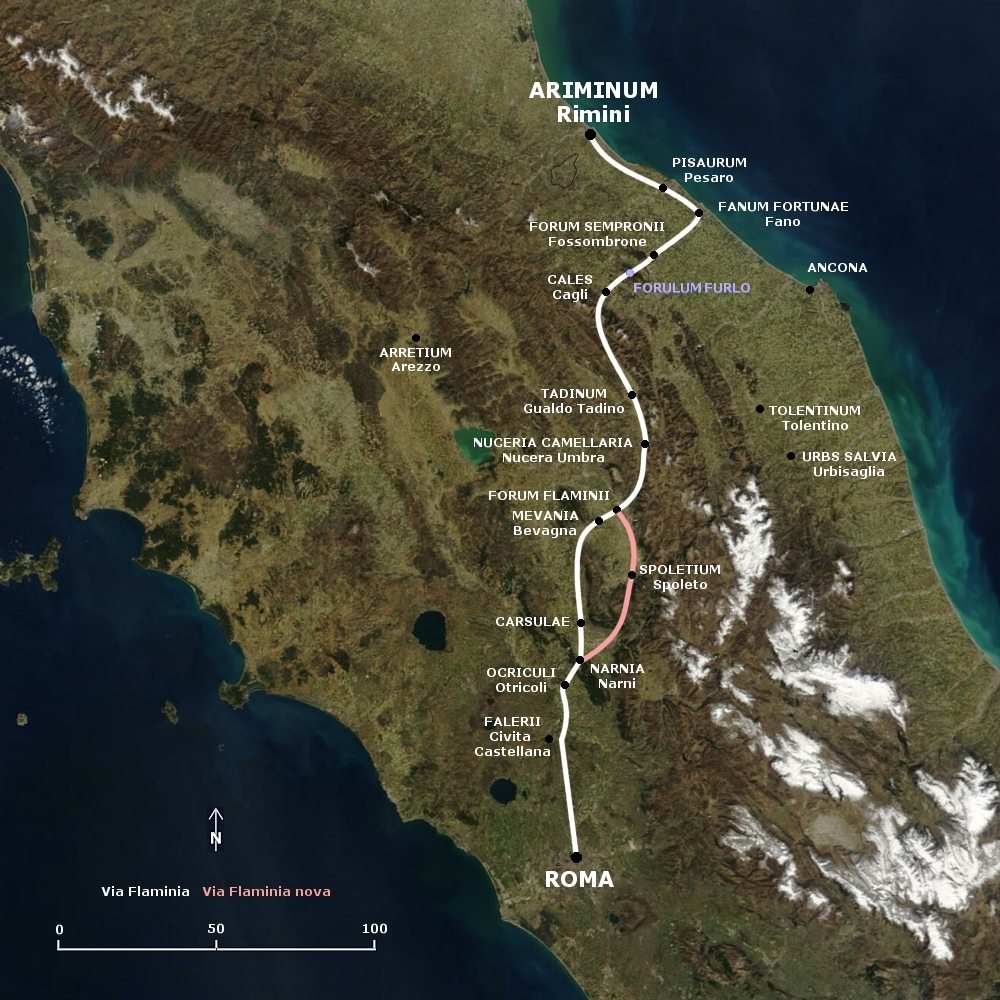
Przebieg via Flaminia

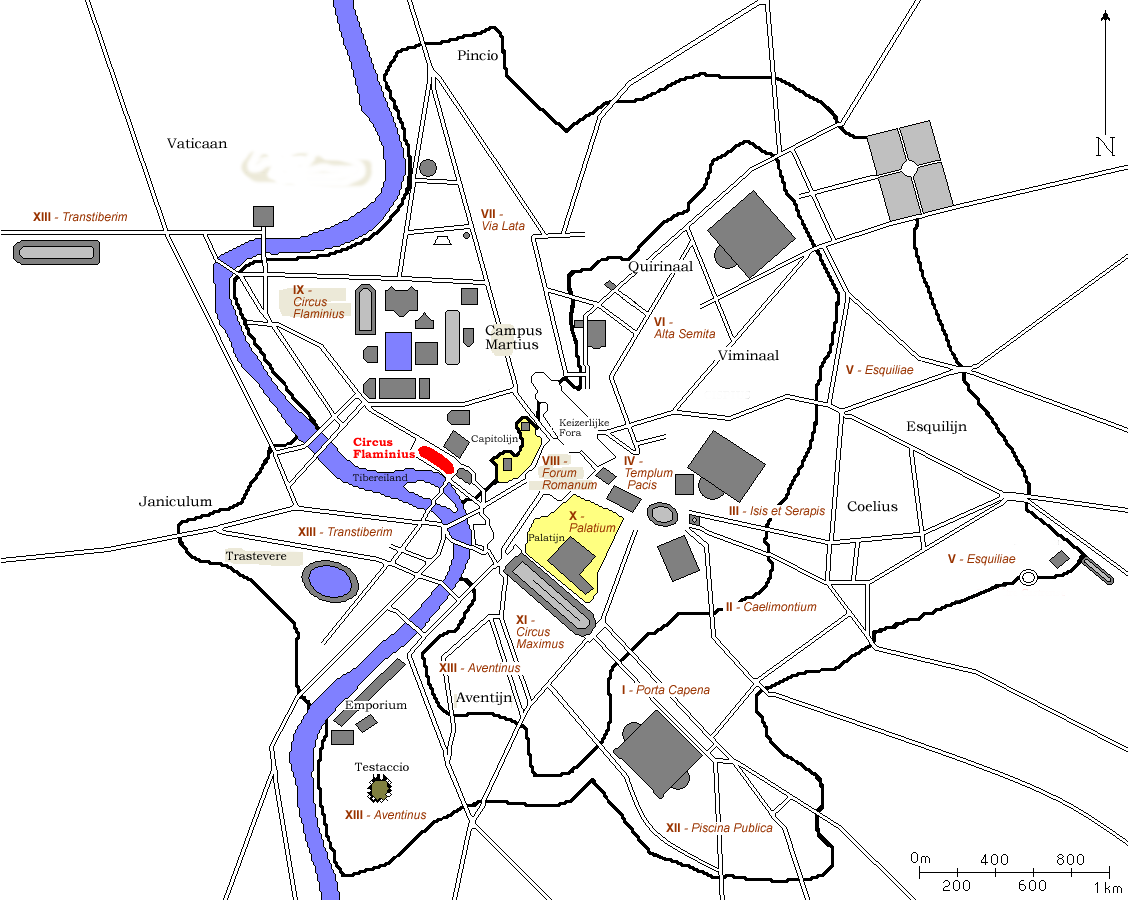
Plan starożytnego Rzymu (epoki cesarstwa) z zaznaczonym położeniem Circus Flaminius

### Cenzura
W 220 roku Flaminiusz Nepos, w stosunkowo młodym wieku, został cenzorem. Zdaniem Theodora Mommsena wówczas to, wraz ze współurzędującym Lucjuszem Emiliuszem Papusem, wprowadził pewną reformę w działaniu komicjów, zwiększając znaczenie obywateli z II klasy majątkowej podczas głosowań.
W tym samym roku (lub dwa lata później), podobno jako jedyny członek senatu, poparł propozycję ustawy trybuna Kwintusa Klaudiusza, zakazującej senatorom posiadania statków o określonej pojemności. Uchwalenie tego prawa równało się formalnemu odsunięciu ich od handlu morskiego na wielką skalę, z czego korzyści wyciągnęli ekwici. Wedle oficjalnego uzasadnienia skupienie się senatorów na majątkach ziemskich nie wpływało negatywnie na ich oceny polityczne, tak jak prywatne interesy w handlu. Być może sam trybun działał pod wpływem Flaminiusza. Najpewniej był to odwet Flaminiusza za próby unieważnienia konsulatu i odmówienia prawa do triumfu.
Ponadto w trakcie cenzury Flaminiusz zainicjował budowę drogi, nazwanej via Flaminia, biegnącej z Rzymu przez Apeniny do Ariminium. Inwestycja ta miała zapewnić lepszą komunikację z terenami północnymi, dla ułatwienia ich kontroli. Była także pomocna w kolonizacji tych ziem, którą być może przeprowadzał sam cenzor. Natomiast w Rzymie, na południe od Pól Marsowych, nad Tybrem, wybudował nowy cyrk – Circus Flaminius, wokół którego wkrótce powstały liczne świątynie. Uczynił to pod naciskiem ludu lub dla realizacji swoich ambicji, chcąc być może stworzyć konkurencję dla tradycyjnego Circus Maximus – nowy cyrk przeznaczył na igrzyska dla ludu (ludi plebei).

### Drugi konsulat i śmierć
W 218 roku Rzymianie rozpoczęli drugą wojnę z Kartaginą. Przekonani o swej miażdżącej przewadze, spodziewali się szybkiego zwycięstwa i walki na terytorium wroga – w Afryce i Hiszpanii, na które miały uderzyć armie pod wodzą konsulów tego roku. Jednak znakomity wódz kartagiński, Hannibal Barkida pokrzyżował ich plany strategiczne. Nie czekał na atak, lecz poprowadził swoje wojska drogą lądową z Iberii, przez południową Galię i Alpy na Nizinę Nadpadańską. Wywołał tam powstanie plemion celtyckich, pokonując kolejno konsulów – Publiusza Korneliusza Scypiona w potyczce nad Ticinusem, a Tyberiusza Semproniusza Longusa w bitwie nad Trebią.
W tych okolicznościach odbyły się wybory nowej pary konsularnej na rok 217. Na najwyższy urząd republiki desygnowano patrycjusza Gnejusza Serwiliusza Geminusa oraz po raz drugi, Flaminiusza. Ten ponowny wybór, wedle antycznej tradycji, miał zawdzięczać tylko poparciu ludu, jednak należy przypuszczać, iż stała za nim silna grupa senatorów, dla których jego energia, opinia dobrego wodza i dotychczasowe sukcesy były zapowiedzią pokonania Kartagińczyków. Ponadto jego zwycięstwo z 223 roku dowodziło, iż potrafił walczyć z Celtami, którzy stanowili znaczną część armii Hannibala.
Jeszcze przed objęciem urzędu, obaj konsulowie rozpoczęli gromadzenie wojsk i zapasów. W tym samym czasie, by zyskać dodatkowe środki finansowane na prowadzenie wojny, senat zdecydował o obniżce wagi rzymskiej monety, brązowego asa. Przeprowadzenie tej decyzji, na której sporo zyskali chłopi, bywa przypisywane bezpośrednio Flaminiuszowi.
Po rozpoczęciu urzędowania konsulowie, najpewniej w pośpiechu, na czele nowych sił opuścili Rzym, by zablokować szlaki przemarszu, nim wojska punickie opuszczą leża zimowe. Serwiliusz Geminiusz podążył do Ariminium, natomiast Flaminiusz do Arretium, gdzie przejął pozostałości armii Semproniusza. W miejscu tym mógł strzec Etrurii, mając pod swoją komendą około 30 000 piechoty i 3000 jazdy, w tym także rekrutów i świeże oddziały sprzymierzeńców. Rzymscy wodzowie zdecydowali się obozować oddzielnie z przyczyn strategicznych, tak by blokować przełęcze i szlaki wiodące przez Apeniny. W przypadku poznania trasy marszu wroga, mieli połączyć swoje siły i wspólnie stawić mu czoła.
Jednak w trakcie tej kampanii Hannibal zaskoczył Rzymian. Na czele około 60 000 żołnierzy wkroczył do Etrurii mało znaną drogą, której wykorzystania Flaminiusz nie przewidział. Barkida ze swoimi siłami najpierw ostentacyjnie zatrzymał się, a następnie obszedł Arretium, chcąc sprowokować konsula do bitwy. Ten jednak nie ruszył z miejsca, tylko pchnął gońców do Serwiliusza. Punijczycy pomaszerowali więc dalej, łupiąc całą okolicę.
Po trzech – czterech dniach Flaminiusz ruszył śladem przeciwnika, nie chcąc bezczynnie patrzeć na niszczenie tej części Italii. Skłonić go do tego mógł również manewr Hannibala, sprawiający wrażenie kierowania się bezpośrednio na Rzym, w okolicy którego nie było już żadnych oddziałów republiki. Najprawdopodobniej konsul liczył, iż weźmie przeciwnika w kleszcze (jak udało się to w wojnie z Celtami, w bitwie pod Telamonem w 225 roku) – z jednej strony swoją armią, a z drugiej siłami Serwiliusza Geminusa, które śpieszyły do Etrurii. Być może do podjęcia pościgu za wrogiem, skłoniły Flaminiusza także inne względy: pragnienie odniesienia zwycięstwa, które umocniłoby jego sławę i pozycję polityczną lub chęć obrony drobnych rolników, na których mógł, zdaniem części badaczy, budować swoją pozycję.

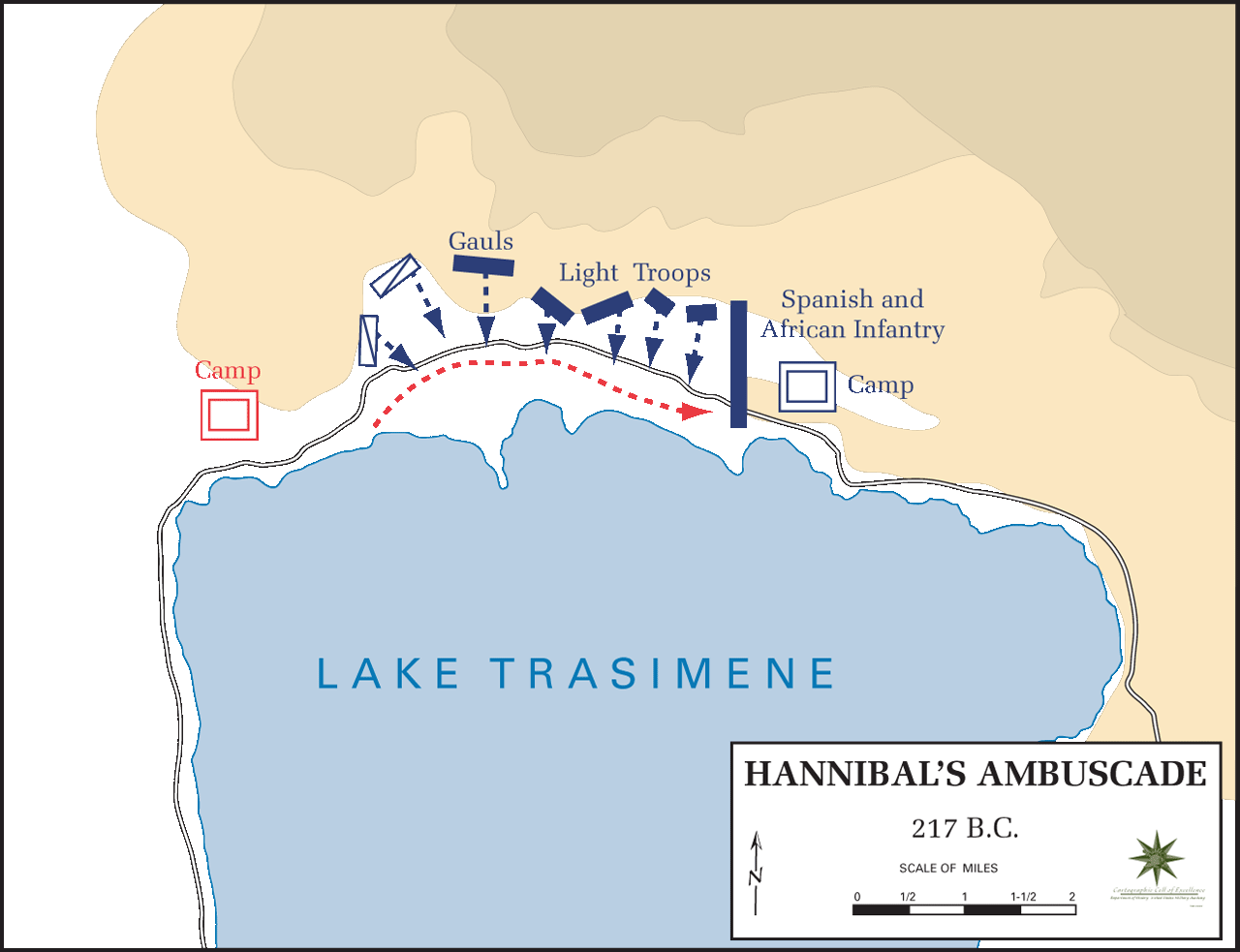
Plan bitwy nad Jeziorem Trazymeńskim

Wedle przekazów antycznych wymarsz poprzedziło wiele niepomyślnych znaków, które konsul gniewnie zlekceważył, przez co zyskał opinię bezbożnika, gardzącego obrzędami.
Kiedy oddziały Hannibala zapuściły się między północny brzeg Jeziora Trazymeńskiego a pasma wzgórz, postępujący za nimi rzymski wódz postanowił zaatakować, nie czekając na drugą armię rzymską. Być może liczył, iż wąski, nierówny teren zneutralizuje przewagę liczebną sił Hannibala i jakościową wyższość jego kawalerii. Flaminiusz, podobno rwąc się do walki, 21 czerwca 217 roku poprowadził swoją armię w szyku marszowym, bez rozpoznania, w ślad za Kartagińczykami. Bitwa stoczona nad jeziorem zakończyła się jednak kompletną klęską Rzymian – wpadli w zasadzkę, przygotowaną przez Hannibala, który otoczył i zniszczył całą konsularną armię.

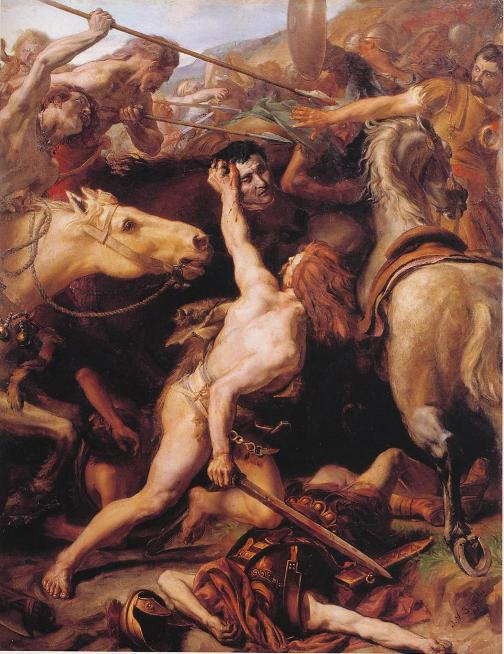
Joseph-Noël Sylvestre, Gal Dukarius ścina rzymskiego wodza Flaminiusza w bitwie nad Jeziorem Trazymeńskim (obraz z 1882)

Wśród poległych legionistów i sprzymierzeńców znalazł się sam Gajusz Flaminiusz. Okoliczności jego śmierci nie są do końca jasne. W swoim dziele Polibiusz z Megalopolis podał jedynie, iż zrozpaczony wódz zginął z rąk kilku Celtów. Bardziej rozbudowaną relację na ten temat przedstawił Tytus Liwiusz. Wedle jego przekazu, konsul do końca usiłował dowodzić i zagrzewać podkomendnych do walki, wskazując, iż tylko męstwo może ich ocalić. W otoczeniu doborowych żołnierzy, przemieszczał się między miejscami, gdzie sytuacja była zła i osobiście tam interweniował. Wyróżniał go bogaty rynsztunek (a wedle poematu Siliusa Italicusa również hełm z grzebieniem wykonanym ze skalpu zabitego Celta), przez co punnicy wojownicy rozpoznali go i tym ostrzej nacierali. Ostatecznie, niejaki Dukarius, jeździec z plemienia Insubrów, rzucił się do ataku na rzymskiego wodza, pragnąc pomścić swoich pobratymców, poległych nad Addą. Przedarł się przez szeregi legionistów i zabił Flaminiusza, przebijając go włócznią.
Po bitwie Hannibal nakazał odnaleźć ciało zabitego konsula, by go godnie pogrzebać. To jednak się nie udało – zwłoki najpewniej odarte ze zbroi i odzienia (co miał próbować zrobić Dukarius, ale uniemożliwili mu to rzymscy triariusze), pozostało niezidentyfikowane. Być może przyczynili się do tego Celtowie, którzy mogli potajemnie odciąć głowę zabitemu, by zabrać ją jako cenne trofeum.
W Rzymie po klęsce i śmierci konsula, z racji wyjątkowego zagrożenia dla republiki, powołano dyktatora. Został nim Kwintus Fabiusz Maksymus, który w dniu objęcia urzędu, ogłosił na posiedzeniu senatu, iż wina za klęskę spada na Flaminiusza, który zawinił nie tylko brakiem rozwagi w bitwie, ale przede wszystkim zlekceważeniem znaków.

### Potomstwo
Jego synem był Gajusz Flaminiusz, konsul 187 roku.

## Ocena działalności

### W tradycji antycznej
Zachowane źródła z epoki przedstawiają Gajusza Flaminiusza Neposa w złym świetle, odnoszą się do niego pogardliwie lub wręcz wrogo. W ten sposób opisywali go Polibiusz, Liwiusz czy Plutarch. Według Megalopolity, który opierał się w tej kwestii na dziele Kwintusa Fabiusza Piktora, pierwszego rzymskiego historyka, już sam podział Ager Gallicus, do którego doprowadził Flaminiusz, przyniósł negatywne skutki – rozdźwięk w społeczeństwie oraz sprowokowanie najazdu Galów nadpadańskich i wojnę z nimi z lat 225–223.
Polibiusz, a szczególnie Liwiusz, przypisują mu cechy demagoga, przywódcy motłochu, który ciągle sprzeciwiał się senatowi, budząc nienawiść jego członków. Swój drugi konsulat miał zawdzięczać tylko ludowi, wbrew opinii nobilów. W antycznych przekazach zarzuca mu się również bezbożność, brak szacunku wobec bogów i lekceważenie kultu oraz znaków boskich.
Liczne przykłady takiego postępowania przytoczył w swoim dziele Liwiusz, opisując wydarzenia z 217 roku. Według niego, Flaminiusz obawiał się, iż senat z powodu poprzednich sporów, będzie chciał go powstrzymać przed wyruszeniem przeciw Hannibalowi. Spodziewał się nakazu pozostania w Rzymie pod pretekstem niepomyślnych auspicjów lub koniecznej obecności konsulów na obchodach Święta Latyńskiego (Feriae Latinae), więc by tego uniknąć, potajemnie wyjechał z miasta. Lekceważąc tradycję, objął najwyższy urząd republiki w Ariminium. Oburzeni tym postępowaniem senatorowie wezwali go do powrotu, by dopełnił przewidzianych ceremonii religijnych. Konsul jednak odmówił. Gdy zaś w obozie składał ofiarę z cielęcia, zwierzę wyrwało się i obryzgało krwią stojących wokół, co wedle Liwiusza było zapowiedzią klęski.
Inni autorzy, choć nie wspominali o ukradkowym opuszczeniu miasta, również przytaczali podobne, złowróżbne znaki. Lucjusz Celiusz Antypater podał, iż konsul spadł z konia przy posągu Jowisza Statora po przeglądzie i religijnym oczyszczeniu wojsk. Podobną informację odnotował Plutarch.
W przekazie Liwiusza okoliczności podjęcia decyzji o stoczeniu bitwy z Hannibalem także obciążają Flaminiusza, zarówno brakiem rozwagi (nie posłuchał bowiem trybunów wojskowych doradzających czekanie na armię drugiego konsula), jak i po raz kolejny zlekceważeniem ostrzeżeń bogów, w postaci następnych złych znaków – wyruszył, mimo iż zrzucił go koń, a drzewce chorągwi nie dawało się wyrwać z ziemi.

### W nowoczesnej historiografii
Próba rzetelnej oceny osoby Flaminiusza i jego działalności wiąże się z szeregiem problemów, związanych ze stosunkowo szczupłą ilością informacji w antycznych źródłach, obarczonych ponadto stronniczością ich autorów, co utrudnia oddzielenie prawdy od fałszu.
Część historyków widziała w nim polityka oryginalnego i reformatora, ale też radykała, który umożliwił zwykłym obywatelom kolonizację ziem położonych daleko od Rzymu. Ponadto przedstawiano go jako obrońcę interesów drobnego chłopstwa i średniozamożnej części społeczeństwa, przywódcę stronnictwa demokratycznego (dla którego jego śmierć była silnym ciosem) czy wręcz jako „bożyszcze ubogiej warstwy” w Rzymie. Jego dwukrotny konsulat interpretowano jako próbę osłabienia przewagi konserwatywnej arystokracji lub wyraz sprzeciwu ludu wobec sposobu prowadzenia wojny przez senat.
W myśl innej koncepcji, odrzucającej istnienie stronnictwa demokratycznego w Rzymie (z racji jego systemu politycznego z przewagą najbogatszych i rozwiniętym klientelizmem), pozycję zawdzięczał, poza własną energią, grupie wpływowych nobilów, których jednak trudno zidentyfikować, bowiem po jego śmierci odcięli się od niego.
Według Gilberta Charles-Picarda mogło to być stronnictwo Fabiusza Maksymusa. Może na to wskazywać fakt, iż podczas pierwszej dyktatury tego polityka (jeszcze przed II wojną punicką), Flaminiusz pełnił u jego boku funkcję magister equitum. Obaj, jak się wydaje, byli zwolennikami rzymskiej ekspansji na północ i nieufnie podchodzili do rodów związanych ze przedsięwzięciami morskimi i dalszymi podbojami kosztem Kartaginy, takich jak Appiusze Klaudiusze, Korneliusze czy Emiliusze. Zapewne jednak Fabiusz nie podzielał zbyt ryzykownych posunięć Flaminiusza w zakresie prowadzenia wojny czy zmian społecznych.
Nie brak jednak śladów wskazujących na związki z rodami, którym, jak sądził Charles-Picard, był niechętny. Niewykluczone, że poparcie zapewniali mu przedstawiciele Emiliuszów, tradycyjnie wrogich Kartaginie. Wskazuje na to, iż w przypadku pierwszego konsulatu jego kolegą na urzędzie był Furiusz Filius związany z nimi, zaś w cenzurze członek tego rodu, Emiliusz Papus. Jeśli miał jego wsparcie, to zapewne mógł też liczyć na pomoc Korneliuszów. Ponadto, Flaminiusz w swoich działaniach, które wydają się być skierowane do drobnego chłopstwa, mógł również pozyskiwać obywateli bardziej zamożnych (acz nie należących do rodów senatorskich), faworyzując ich przy podziale Ager Gallicus czy pracach budowlanych, które zainicjował.
Nieprzychylność źródeł antycznych wobec tego polityka jest najprawdopodobniej wynikiem pośmiertnej krytyki, uczynienia z niego „kozła ofiarnego”, odpowiedzialnego w całości za klęskę nad Jeziorem Trazymeńskim, tak by ocalić prestiż Rzymu. Ponadto starożytni dziejopisowi nadali mu cechy demagoga, zaczerpnięte z greckiej retoryki, jak i od ludowych przywódców z II wieku p.n.e. Stąd niezgodny z rzeczywistością wymieniony wyżej przekaz o skutkach podziału Ager Gallicus, opis objęcia konsulatu poza Rzymem czy też licznych złowróżbnych znaków.
Przedstawienie jego osoby w taki sposób było także skutkiem niewielkiego znaczenia jego rodu w późniejszych latach, braku wpływowych potomków, którzy zadbaliby o pamięć o nim. W podobny sposób potraktowano Gajusza Terencjusza Warrona, którego obarczono całą winą za klęskę pod Kannami.